# باول باينز
باول باينز (بالإنجليزية: Paul Baines)‏ هو لاعب كرة قدم بريطاني، ولد في 15 يناير 1972 في Tamworth, Staffordshire ‏ في المملكة المتحدة. لعب مع ستوك سيتي ونادي أثرستون تاون ونادي تاموورث.